# Ернест Магнус Денгофф
Ернест Магнус Денгофф (*Ernest Magnus Denhoff, 10 грудня 1581 — 18 червня 1642) — державний і військовий діяч, урядник, дипломат Речі Посполитої.

## Життєпис
Походив з німецького шляхетського роду Денгоффів власного гербу. Старший син Герарда Денгоффа, воєводи дерптського, і Маргарити фон Цвайлфельн. Народився 1581 року. Після здобуття домашньої освіти у 1599 року вступив до Лейденського університету в Голландії. Після закінчення навчання здійснив подорож до Франції.
У 1621 році брав участь у Хотинській війні. 1622 року отримав староство дерпське. Невдовзі долучився до перемовин між Річчю Посполитою та Швецією, де обидві докладали зусилля з укладання перемир'я під час польсько-шведської війни. У 1626 і 1628 роках брав участь у польсько-шведських перемовинах. 1629 року долучився до укладання Альмарського перемир'я.
1630 року оженився на Катерині фон Дона. Перед тим за 30 тис. польських злотих купив у бранденбурзького курфюрства Георг-Вільгельма маєток з замком Вальдау (поблизу Кенігсберга). 1632 року обирається від Іфляндського воєводства на елекційний сейм, де підтримав кандидатуру Владислава IV Вази. Того ж року отримав тельшевське староство. У 1633 році Ернеста Магнуса Денгоффа відправлено досланцем до курфюрстів Саксонії і Бранденбургу, щоб ті посприяли в укладанні більш вигідно для Речі Посполитої миру зі Швецією. Того ж року отримав титул графа Священної Римської імперії.
1635 року багато зробив для укладання Штумсдорфського перемир'я зі Швецією, за яким Річ Посполита повернула під свою владу міста в Королівській Пруссії та герцогстві Прусському. Того ж року стає каштеляном Пернова (суто номінально, оскільки місто перебувало під шведською владою). 1637 року призначено губернатором Королівської Пруссії.
1640 року був представником короля Владислава IV на сеймику Королівської Пруссії. В грудні того ж року призначено воєводою перновським. Помер 1642 року.

## Родина
Дружина — Катерина, донька бурграфа Фрідріха фон Дон, губернатора Оранського князівства.
Діти:
- Анна Катерина (1631—1687), дружина барона Яна Зигмунда фон Кетлера цу Амботена
- Герард (бл. 1632—1685), підстолій великий литовський
- Владислав (1635)
- Ернест (д/н—1693), воєвода мальборкскій
- Фрідріх (1639—1696), таємний і військовий радник бранденбурзького курфюрста, родоначальник прусської гілки роду Денгофф.